# Suy giảm ngôn ngữ cụ thể
Suy giảm ngôn ngữ cụ thể (Specific language impairment / SLI) (hiện nay thường được gọi là Rối loạn ngôn ngữ phát triển (Developmental Language Disorder - DLD) theo sự đồng thuận Delphi do Giáo sư Dorothy Bishop thực hiện), được chẩn đoán khi ngôn ngữ của trẻ không phát triển bình thường và những khó khăn có thể được giải thích bằng sự phát triển chậm nói chung, bất thường về thể chất của bộ máy nói, rối loạn phổ tự kỷ, apraxia, tổn thương não hoặc mất thính giác. Nghiên cứu sinh đôi đã chỉ ra rằng nó đang chịu ảnh hưởng di truyền. Mặc dù suy giảm ngôn ngữ có thể là kết quả của một đột biến gen đơn lẻ, điều này là bất thường. SLI phổ biến hơn là kết quả của ảnh hưởng kết hợp của nhiều biến thể di truyền, mỗi biến thể được tìm thấy trong dân số nói chung, cũng như ảnh hưởng môi trường.

## Phân loại
Suy giảm ngôn ngữ cụ thể (SLI) được chẩn đoán khi trẻ chậm phát triển hoặc rối loạn phát triển ngôn ngữ mà không có lý do rõ ràng. Thông thường, dấu hiệu đầu tiên của SLI là trẻ đến muộn hơn bình thường khi bắt đầu nói và sau đó bị trì hoãn trong việc ghép các từ lại với nhau để tạo thành câu. Ngôn ngữ nói của trẻ có thể chưa trưởng thành. Ở nhiều trẻ bị SLI, sự hiểu biết về ngôn ngữ hoặc ngôn ngữ tiếp nhận cũng bị suy yếu, mặc dù điều này có thể không rõ ràng trừ khi trẻ được đánh giá một cách chính thức.
Mặc dù những khó khăn trong việc sử dụng và hiểu các câu phức tạp là một đặc điểm chung của SLI, các tiêu chuẩn chẩn đoán bao gồm một loạt các vấn đề và đối với một số trẻ, các khía cạnh khác của ngôn ngữ là có vấn đề (xem bên dưới). Nói chung, thuật ngữ SLI được dành riêng cho trẻ em có khó khăn về ngôn ngữ trong độ tuổi đến trường, và vì vậy nó sẽ không được áp dụng cho trẻ biết đi muộn, hầu hết chúng bắt kịp nhóm bạn sau khi bắt đầu muộn.